# Antônio dos Santos Nascimento
Antônio dos Santos Nascimento, conosciuto semplicemente come Tonho (Paraopeba, 19 maggio 1939 – Rio Claro, 13 luglio 2018), è stato un allenatore di calcio e calciatore brasiliano, di ruolo portiere.

## Biografia
Lasciato il calcio giocato, dopo aver allenato vari club, divenne dirigente del Velo Clube. Negli ultimi anni della sua vita lavorò come commentatore per la Rádio Excelsior Jovem Pan di Rio Claro, nello stato di San Paolo. È morto nel 2018 a causa dell'aggravarsi di un'infezione dovuta ad un'operazione al ginocchio.

## Carriera
Ha iniziato la carriera agonistica nel 1961 con il Renascença, ove con le sue ottime prestazioni nella Copa Belo Horizonte, vinta senza subir alcun gol, si fa notare e acquistare dal Cruzeiro. Con la Raposa dal 1965 al 1967 ha vinto tre Campionato Mineiro e la Taça Brasil 1966.
Divenuto riserva di Raul Plassmann, nel 1967 viene ingaggiato dalla franchigia statunitense dei Washington Whips per giocare nella prima edizione della NASL. Con i Whips ottenne il secondo posto dell'Atlantic Division, non accedendo alla fase finale del torneo.
Tornato in patria giocò con il Botafogo-SP, Caldense, Velo Clube e Rio Claro. Lasciato il calcio giocato è divenuto allenatore del Velo Clube e Rio Claro.

## Palmarès

### Competizioni statali
- Campionato Mineiro: 3

Cruzeiro: 1965, 1966, 1967

### Competizioni nazionali
- Taça Brasil: 1

Cruzeiro: 1966